# Rahova
Rahova (în bulgară Оряхово, Oreahovo) este un oraș în regiunea Vrața, Bulgaria, port la Dunăre și reședință a comunei cu același nume. Se află la est de gura râului Ogosta și la câțiva kilometri în aval de gura de vărsare a Jiului. Este legat de portul Bechet de pe malul românesc al Dunării printr-o linie de bac.

## Istoric
Armatele române au repurtat aici o victorie în 9 noiembrie 1877, în Războiul Ruso-Turc (1877-1878).  În memoria ostașilor români căzuți în luptele de la Rahova (Oryahovo de azi), și în alte localități de pe valea Dunării,  Regele Carol I, a hotărât ridicarea mai multor monumente în Bulgaria, printre care și două din bronz, la Oryahovo și Smârdan. Regele a comandat aceste monumente cunoscutului sculptor italian Arnoldo Zocchi (autor, în aceeași perioadă, al Monumentului tarului Alexandru al II lea din Sofia). Monumentul din Oryahovo a fost plasat pe dealul ce veghează orașul, locul unde Armata Română a purtat unele dintre cele mai grele lupte cu turcii în zonă. În  timpul Războaielor Balcanice, datorită poziției și intervenției militare a României, care nu au fost pe placul Sofiei, conducerea Armatei Bulgare a ordonat distrugerea tuturor monumentelor dedicate eroilor români căzuți vreodată în Bulgaria și mai ales a Monumentului de la Rahova (cunoscut în rândul populației locale și sub numele de "Regina României") și a celui de la Smârdan (cunoscut de  localnici sub numele de "Maritsa"), ambele deosebit de reușite din  punct de vedere artistic. Întâmplarea a făcut ca după ce a fost aruncată în  aer, statuia din bronz a monumentului de la Rahova să reziste, iar dezmembrarea lui să fie lăsată pentru ziua următoare. Acest interval de timp a fost folosit de câțiva locuitori din zonă, cu acceptul tacit al unor șefi militari locali (se pare, cu toții de etnie română) pentru a fi ridicat, noaptea, și cărat cu boii undeva foarte aproape de malul Dunării, unde l-au îngropat în nisip. Peste mai multe zeci de ani, apele Dunării aveau să scoată la iveală unul din brațele statuii din bronz, ocazie cu care un grup de localnici au recuperat-o și au ascuns-o în pivnița unuia dintre ei. Acolo a rămas până după cel de-al Doilea Război Mondial, când, urmare a unor demersuri insistente ale autorităților române, care aflaseră între timp unde se află statuia, monumentul a fost reconstituit pe locul inițial. La 120 de ani de la Războiul de eliberare a Bulgariei (Războiul de Independență a României), în 1997, având în vedere valoarea deosebită a monumentului și faptul că securitatea lui era pusă în pericol, la inițiativa Ambasadei României din Sofia, autoritățile din Oryahovo au fost de acord cu mutarea lui în centrul orașului. Un Comitet de Inițiativă format din Hristo Ivanov, p
Primar, Toshko Tsonkov, Viceprimar, Ivan Borisov, membru al Parlamentului Bulgariei și Teodor Tolea, Atașatul Cultural al României la Sofia, s-a ocupat de mutarea efectivă a monumentului. Acțiunea a fost sprijinită din punct de vedere material, în principal, de "Fundația Onisifor și Octavian Ghibu" din România, Ambasada României și Ferry-boatul Bechet-Oryahovo, Primăria Oryahovo. Același Comitet de Inițiativă s-a ocupat, cu sprijinul autorităților locale, de ridicare, în același an, în zonă, a altor două monumente de dimensiuni mai mici, din marmură, unul, în centrul localității Arciar și celălalt, pe dealul din localitatea Dimovo, unde de asemenea, armata română a dat lupte grele cu turcii. Despre Monumentul din bronz de la Smârdan (cunoscut de localnici sub numele "Maritsa") nu se mai știe nimic, în locul lui fiind ridicată, tot în anul 1997, o impozantă cruce din fier forjat.
Un cartier din sudul Bucureștilor, Cartierul Rahova, și o importantă arteră de circulație , Calea Rahovei, au fost denumite astfel în amintirea victoriei de la Rahova.

## Demografie
Componența etnică a orașului Oreahovo
     Bulgari (78,41%)
     Turci (1,55%)
     Romi (7,97%)
     Nicio identificare (11,88%)
     Altele (0,17%)
La recensământul din 2011, populația orașului Oreahovo era de 5.031 locuitori. Din punct de vedere etnic, majoritatea locuitorilor (78,41%) erau bulgari, existând și minorități de romi (7,97%) și turci (1,55%). Pentru 11,88% din locuitori nu este cunoscută apartenența etnică. 
Reține atenția faptul că în urma unui recensământ oficial, pentru 11,88% dintre locuitori nu se cunoaște apartenența etnică, în timp ce printre minorități nu apar români/vlahi, lucru greu de explicat pentru un oraș de frontieră cu România.